# Parthenocissus pedata
Parthenocissus pedata är en vinväxtart som beskrevs av François Gagnepain. Parthenocissus pedata ingår i släktet vildvinssläktet, och familjen vinväxter. Inga underarter finns listade i Catalogue of Life.